# 洞石

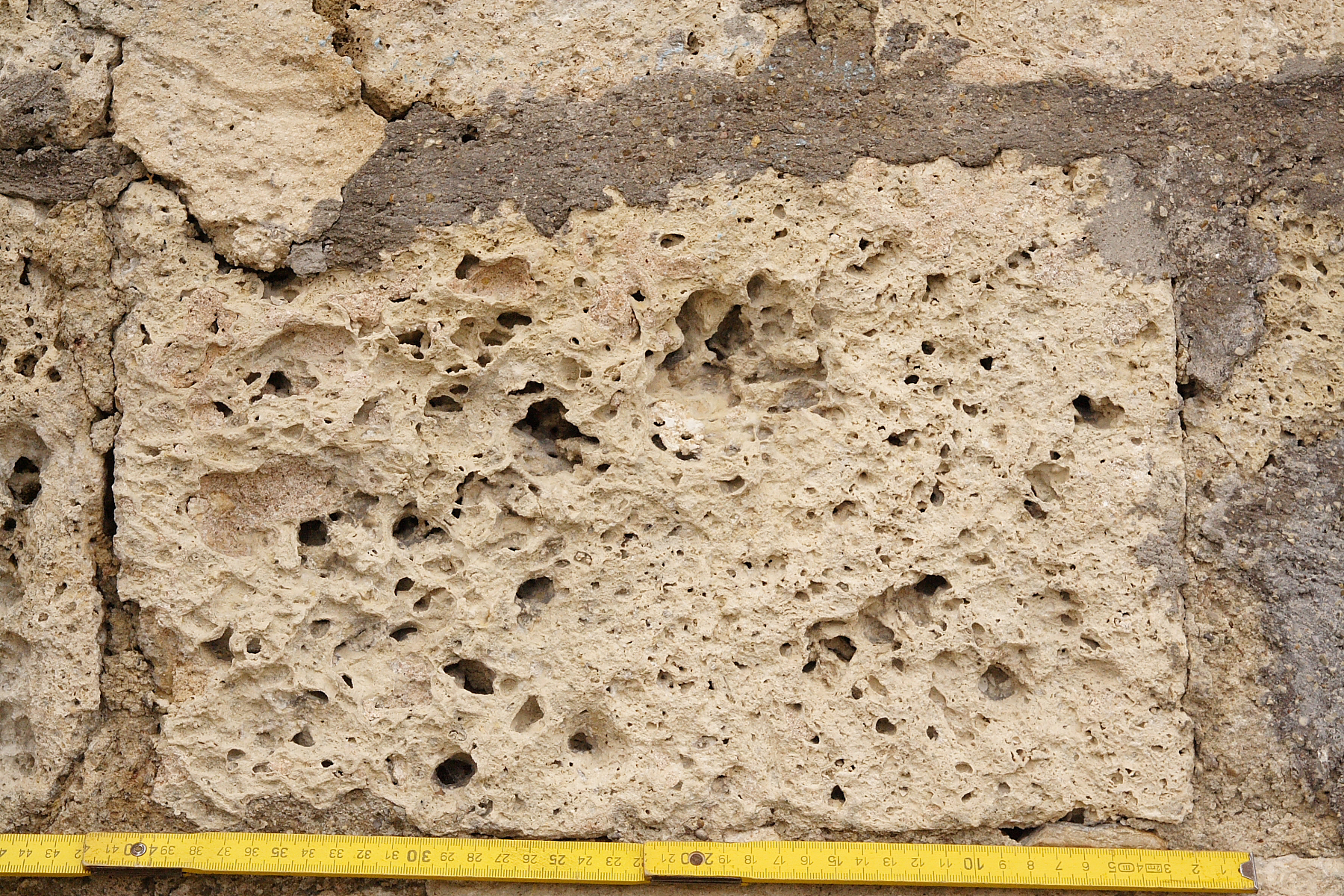

洞石（Travertine），学名叫石灰華，是一種石灰岩，常見於矿泉，特别是温泉沉积而成。因生成時間較短，所以有在岩石中會保留很多小型氣泡，故得名。
洞石经常作为建筑材料使用。根據研究指出，以此洞石為原料之地磚若用於人行道，能讓城市降低淹水機率達50%。
洞石多呈米白或米黃色，色調溫和，平行條紋帶出豐富的層次。義大利出產的羅馬洞石是歷史悠久的優良建材，因為有不少礦區鄰近羅馬、取材方便，當時羅馬帝國的建築多利用它來建造，像是羅馬競技場幾乎完全以羅馬洞石建成，整個羅馬更可以說是羅馬洞石的博物館，隨處可見的古蹟建築均有羅馬洞石的身影。